# Длжянський Цицков
Длжянський Цицков (словац. Dlžiansky Cickov) — річка в Словаччині, права притока Орави, протікає в окрузі Дольни Кубін.
Довжина приблизно 5.2-6.3 км. Витік знаходиться в масиві Оравська Магура (частина Будін; схил гори Пріпор) — на висоті близько 995 метрів. Протікає територією села Длга над Оравоу.
Впадає у Ораву на висоті приблизно 530—535 метрів.